# Черные Чежеги
 Черные Чежеги  — деревня в Кирово-Чепецком районе Кировской области в составе Чепецкого сельского поселения.

## География
Расположена на расстоянии менее 5 км на юг от южной границы города Кирово-Чепецк к востоку от железнодорожной ветки на Кирово-Чепецк.

## История
Известна с 1873 года как деревня Попугаевская (Чежеги ближние), дворов 8 и жителей 65, в 1905  (Попугаевская или Черные Чежеги) 20 и 127, в 1926 (уже Черные Чежеги ) 24 и 124, в 1950 18 и 61, в 1989 году 10 жителей. 

## Население
Постоянное население составляло 5 человек (русские 100%) в 2002 году, 5 в 2010.